# Denia Agalianou
Dionysia Agalianou conocida como Denia Agalianou (Zacinto, Grecia; 31 de agosto de 1991) es una modelo y actriz griega radicada en México. Es conocida por interpretar el papel de Dalila Zuc en la séptima temporada de El Señor de los Cielos y de Karina Grishenko en El Dragón.

## Biografía
Nacida en la isla griega de Zacinto, comenzó su carrera artística en 2009 cuando fue concursante del programa Greece's Next Top Model en su primera temporada. En 2013 se mudó a México para trabajar en una agencia de modelaje. Al año siguiente ingresó al Centro de Formación Actoral de TV Azteca (CEFAT) donde permaneció dos años hasta capacitarse.
Su primer trabajo actoral se dio en la serie de televisión, Sincronía donde interpretó el papel de "Danka". Posteriormente ha aparecidos en series y telenovelas como Run Coyote Run, El Señor de los Cielos y El Dragón: el regreso de un guerrero.
En 2021 participó en la telenovela de TelevisaUnivision producida por Nicandro Díaz González, Mi fortuna es amarte, personificando a Verónica Alanís, una de las villanas de la historia junto a Sergio Sendel.

## Filmografía

### Televisión
| Año       | Título                  | Papel                 | Notas        |
| --------- | ----------------------- | --------------------- | ------------ |
| 2009      | Greece's Next Top Model | Concursante           | Reality show |
| 2017      | Sincronía               | Danka                 | 4 episodios  |
| 2017      | Run Coyote Run          | Katherina             | 4 episodios  |
| 2018      | Sin miedo a la verdad   | Doris                 | 1 episodio   |
| 2019-2024 | El Señor de los Cielos  | Dalila Zuc            | 75 episodios |
| 2019-2020 | El Dragón               | Karina Grishenko      | 19 episodios |
| 2021-2022 | Mi fortuna es amarte    | Verónica Alanís Gómez | 92 episodes  |
| 2022      | La madrastra            | Paula Ferrer Zetina   | 50 episodios |
| 2022-2023 | La Reina del Sur        | Vanessa               |              |
| 2024      | Mi amor sin tiempo      | Carla                 | 80 episodios |
| 2025      | La hija del mariachi    | Miranda               |              |